# François de Lorraine, duc de Guise

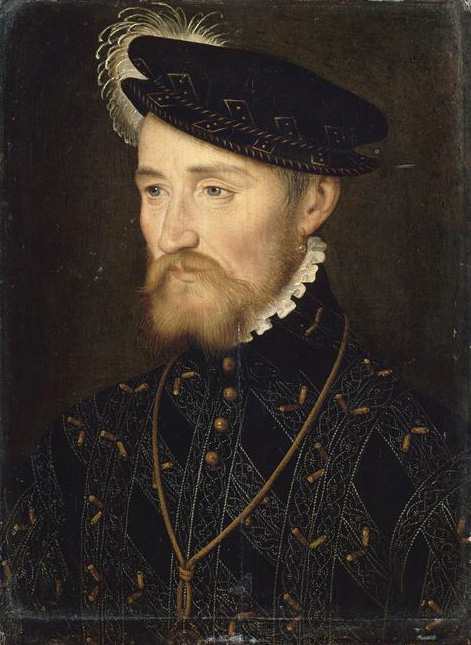
François de Lorraine, Porträt von François Clouet, 1550/60, Louvre

François de Lorraine, 2. Duc de Guise, 1. Prince de Joinville (* 17. Februar 1519 in Bar-le-Duc; † 24. Februar 1563 in Saint-Hilaire-Saint-Mesmin), deutsch Herzog Franz von Guyse, war ein französischer Militär und Staatsmann aus dem Haus Guise, einer jüngeren Linie des Hauses Vaudémont, der seit 1483 regierenden Herzöge von Lothringen. Er war einer der besten Heerführer des Königs Heinrich II. und der wichtigste Katholikenführer während des ersten Hugenottenkriegs.

## Titel und Ämter
Er war
- Comte d’Aumale bereits im Jahr 1543
- Gouverneur der Dauphiné ab 14. Mai 1547
- Duc d’Aumale und Pair de France ab Juli 1547 (registriert 5. Juli 1547) bis 1550
- Duc de Guise, Marquis de Mayenne und Maréchal héréditaire de Champagne ab 12. April 1550
- Großkammerherr von Frankreich ab 1551
- Baron und ab April 1552[2] Prince de Joinville
- Großjägermeister von Frankreich ab 4. Juni 1556
- Lieutenant-général du Royaume, erstmals am 10. September 1557
- Großmeister von Frankreich ab Oktober 1559
- Lieutenant-général de Champagne et de Brie ab 16. Januar 1563

## Leben
François de Lorraine, Herzog von Guise, wurde im Jahr 1519 auf dem Schloss Bar-le-Duc geboren. Er war der älteste Sohn von Claude de Lorraine, dem ersten Herzog von Guise, und Antoinette de Bourbon, die der Linie Vendôme des Hauses Bourbon entstammte. Sein Großvater mütterlicherseits war René II., Herzog von Lothringen. François wuchs in einer einflussreichen Adelsfamilie auf und war in seiner Jugend ein enger Vertrauter von Henri d’Orléans, dem späteren König Heinrich II. von Frankreich.
Im Jahr 1538 wurde seine Schwester Marie de Guise auf Initiative von König Franz I. mit dem schottischen König Jakob V. verheiratet. Aus dieser Verbindung ging Maria Stuart hervor, die 1542 geboren wurde.

### Comte und Duc d’Aumale (1543–1552)
Seine ersten militärischen Erfahrungen machte François de Guise, Comte d‘Aumale bei der Belagerung von Landrecies im Jahr 1543. 1544 nahm er an der Verteidigung von Saint-Dizier und an der Belagerung von Boulogne gegen die Engländer teil, bei der er, gewöhnlich ohne Kopfschutz reitend, durch einen Lanzenstich schwer im Gesicht verwundet wurde, was ihm laut einigen Autoren (etwa Ambroise Paré, der dem Herzog operativ die Lanzenspitze samt einem Teil des Schaftes entfernt haben soll) den Spitznamen „le Balafré“ (deutsch „das Narbengesicht“) einbrachte.
Nach dem Tod des jungen Comte de Saint-Pol († 4. Oktober 1546) wurde ihm am 6. Oktober 1546 das Gouvernement der Dauphiné übertragen. Im Juli 1547 wurde er zum Duc d‘Aumale und Pair de France ernannt, die Erhebung wurde am 5. Januar 1548 im Parlement von Paris registriert.
Mit Ehevertrag vom 29. April 1548 und selbst auf Schloss Saint-Germain-en-Laye am 4. Dezember 1548 heiratete François de Lorraine Anna d’Este, Tochter von Ercole II. d’Este, Herzog von Ferrara, Modena und Reggio, und Renée de France, der Tochter von Ludwig XII. und Anne de Bretagne.
Im gleichen Jahr befehligte er unter dem Connétable Anne de Montmorency die Armee, die die Aufständischen in Bordeaux und den benachbarten Provinzen unterwerfen sollte, wobei es ihm gelang, die Saintonge und das Poitou ohne Gewaltanwendung zu befrieden. In den Jahren 1549 und 1550 diente er an den Grenzen der Picardie und wurde dort bis zum Vertrag von Outreau (auch „Vertrag von Boulogne“ genannt), der am 24. März 1550 geschlossen wurde, eingesetzt.
Am 12. April 1550 starb sein Vater Claude de Lorraine, Duc de Guise. François als dessen ältester Sohn erbte dessen Titel, vor allem den eines Duc de Guise und Marquis de Mayenne, sowie das Amt des Maréchal héréditaire de Champagne. Den Titel Duc d'Aumale trat er an seinen Bruder Claude de Lorraine ab.

### Krieg Karls V. gegen Heinrich II. (1552–1556)
1552 kommandierte François de Lorraine, nunmehr Duc de Guise, unter dem Oberbefehl des Connétable die Armee an den Grenzen Lothringens und nahm an der Voyage d’Allemagne genannten Eroberung von Metz, Toul und Verdun teil. Im August übernahm er das Gouvernement von Metz, das Kaiser Karl V. mit 55.000 Mann bedrohte und dessen Belagerung von Oktober 1552 bis Anfang 1553 dauerte, am Ende jedoch erfolglos blieb.
Am 13. August 1554 kommandierte er in der Schlacht bei Renty. Im Jahr zuvor hatte er in Paris das Hôtel de Clisson erworben, das nun Hôtel de Guise und später, nach dem Verkauf im Jahr 1700, Hôtel de Soubise genannt wurde; 1556 erwarb er dann das Schloss Nanteuil (1556), das bereit 1576 an den König zurückgegeben und nach mehreren Besitzwechseln 1794 abgerissen wurde.
Zuvor war er am 18. April 1555 zum Lieutenant-général et Commandant en chef der Italienarmee in Abwesenheit des Kardinals von Ferrara ernannt worden. Nachdem sich die Fürsten Italiens unter dem Schutz des Königs von Frankreich mit dem Haus Carafa (der Familie des Papstes Paul IV.) verständigt hatten, war beschlossen worden, die Eroberung des Königreichs Neapel – das unter der Herrschaft Philipps II. von Spanien stand – zu versuchen, und der Herzog von Guise wurde (immer noch in Abwesenheit des Kardinals von Ferrara) durch eine neue Vollmacht, die am 14. November 1556 in Saint-Germain-en-Laye ausgestellt wurde, zum Lieutenant-général et Capitaine général de l’Armée de la Saint-Ligue, hors le Piemont ernannt. 1557 kam er dann dem Papst zu Hilfe, als dieser von den Spaniern angegriffen wurde, konnte aber, da der Papst ihn nur schlecht unterstützte (er hatte 15.000 Fußsoldaten und 1.000 Reiter versprochen, aber keine geschickt), nicht wirklich aktiv werden. Er zog zwar in Rom ein, verließ es aber wieder Richtung Civitella in Val di Chiana, dessen Belagerung er schließlich abbrechen musste.

### Krieg Philipps II. gegen Heinrich II. (1557–1559)
Inzwischen waren die Franzosen am 10. August 1557 in der Schlacht bei Saint-Quentin von den Spaniern besiegt worden, wobei wichtige Heerführer in Gefangenschaft geraten waren. Da König Heinrich II. von Frankreich Paris durch eine Invasion aus Flandern bedroht sah, ließ er, um eine Gegenoffensive einleiten zu können, die französischen Truppen, welche in Italien standen, in die Picardie verlegen, darunter auch die des Herzogs von Guise, der am 10. September zum Lieutenant-général de l'État et du Royaume ernannt wurde. Bis zum Jahresende wurde eine Armee von etwa 30.000 Mann aufgestellt, die den Befehl bekam, Calais anzugreifen, den letzten Stützpunkt der Engländer in Frankreich, dessen Belagerung Anfang 1558 begann und bereits am 8. Januar 1558 mit der Kapitulation der Stadt endete.
Der Herzog von Guise galt nun in Frankreich als derjenige, dem es gelungen war, die Engländer endgültig aus Frankreich zu vertreiben. Am 5. Oktober 1558 wurde sein Rang eines Lieutenant-général de l'État et du Royaume bestätigt. Ihm gelang noch die Eroberung von Thionville (23. Juni 1558) und von Arlon, bevor 1559 der Frieden von Cateau-Cambrésis die Auseinandersetzungen zwischen Frankreich, Spanien und England um die Vorherrschaft in Europa, insbesondere in Italien, beendete.

### König Franz II. und die Entmachtung (1559–1562)
Unter der Herrschaft Heinrichs II. hatten die Guise eine Partei gebildet, die den Montmorencys in Konkurrenz gegenüberstand. Mit der Einnahme von Calais 1558 und der Heirat seiner Nichte Maria Stuart und des Dauphins, dem ältesten Sohn Heinrichs II., im selben Jahr gelang es ihnen, den Connétable Anne de Montmorency vorübergehend aus der königlichen Gunst zu verdrängen. Als Heinrich II. am 10. Juli 1559 infolge einer Turnierverletzung starb, bestieg der Dauphin als Franz II. den Thron, und der junge König ließ nun die Onkel seiner Frau regieren: François de Guise und sein Bruder, der Kardinal von Lothringen, der eigentliche politische Kopf der Familie, wurden zu den Herrschern des Königreichs. Im Oktober 1559 wurde er nach dem Rücktritt François de Montmorencys (dem Sohn des Connétable Anne de Montmorency) zum Großmeister von Frankreich ernannt. Die Familie Guise befand sich auf dem Höhepunkt ihrer Macht, während sie gleichzeitig immer mehr in Frage gestellt wurde. Als Verfechter des Katholizismus ließ der Herzog von Guise 1560 die Verschwörung von Amboise blutig niederschlagen, die wohl von Louis de Bourbon, dem Prinzen von Condé, unterstützt worden war.
Nach dem frühen Tod von Franz II. und der Thronbesteigung von dessen Bruder Karl IX. im Dezember 1560 verfolgte die Königinmutter Katharina von Medici, die jetzt Regentin Frankreichs war, eine Politik der Toleranz gegenüber dem reformierten Glauben. Der Herzog von Guise und seine Partei, die sich dieser Politik widersetzten, wurden vom Hof und von der Macht entfernt, doch seine Verbindung mit Anne de Montmorency und dem Maréchal de Saint-André, die unter dem Namen Triumvirat bekannt ist, und die Unterstützung der Gruppe durch den spanischen König Philipp II. hielt das Triumvirat temporär im Gleichgewicht mit der Partei der Regentin.

### Erster Hugenottenkrieg (1562/63)
Anfang 1562 wurde der Herzog von Guise, als er sich in Lothringen aufhielt, von Antoine de Bourbon, der zu dieser Zeit Lieutenant-général du Royaume war, an den Hof gerufen. Am 1. März 1562 kam es auf der Durchreise des Herzogs zu Zusammenstößen zwischen seinen Truppen und Protestanten, die in einer Scheune ihren Gottesdienst feierten, bei denen mehr als 30 Protestanten getötet und 100 verletzt wurden; dieser Vorfall, der als Massaker von Wassy bekannt wurde, führte dazu, dass die Protestanten zu den Waffen griffen und löste den ersten Hugenottenkrieg aus, in dessen Verlauf François de Guise als Befehlshaber der Armee des Königs Blois eroberte und verwüstete, Tours und Bourges kampflos besetzte, am 26. Oktober 1562 Rouen eroberte und am 19. Dezember 1562 die Protestanten in der Schlacht bei Dreux schlug, wobei der Marschall Saint-André getötet und das Triumvirat gesprengt wurde. Da der Duc de Nevers in dieser Schlacht gefallen war, wurde dem Herzog von Guise am 16. Januar 1563 dessen Nachfolger als Gouverneur der Champagne und des Brie.
Nachdem François de Guise zum dritten Mal zum Lieutenant-général du Royaume ernannt worden war (Antoine de Bourbon war bei Rouen gefallen), hoffte er, den Bürgerkrieg durch einen endgültigen Schlag beenden zu können, und begann dazu kurz darauf die Belagerung von Orléans, wo sich alle Führer der protestantischen Partei versammelt hatten, wurde dabei aber am 18. Februar 1563 von einem protestantischen Adligen, Jean de Poltrot, mit einer Pistole angeschossen und schwer verletzt. Der Herzog von Guise starb einige Tage später. Nach seinem Tod, für den die Guise den Admiral Coligny, Théodore de Bèze und Jean V. de Parthenay verantwortlich machten, kehrte für einige Zeit Ruhe im Königreich ein.

## Nachkommen
François de Guise und Anna d’Este bekamen sieben Kinder:
- Henri I., genannt le Balafré (* 31. Dezember 1550; † ermordet 23. Dezember 1588 auf Schloss Blois), Duc de Guise (1563), Pair de France, Duc de Chevreuse, Prince de Joinville, Comte de Nanteuil, Großmeister von Frankreich, Gouverneur von Champagne und Brie;

⚭ 4. Oktober 1570 in Paris Catherine de Clèves, Comtesse d’Eu, Princesse de Château-Renault, Pair de France (* 1548; † 11. Mai 1633 in Paris), Tochter von François de Clèves, Duc de Nevers, Comte d’Eu, Pair de France, und Marguerite de Bourbon-Vendôme, Witwe von Antoine de Croy, Prince de Porcéan/Porcien, bestattet in Eu
- Catherine (* 18. Juli 1551[8] in Joinville; † 6. Mai 1596[9] in Paris), Duchesse de Montpensier, bestattet in der Abtei Saint-Pierre in Reims;

⚭ 4. Februar 1570 in Angers Louis III. de Bourbon, Comte und 1539 Duc de Montpensier, 1538 Dauphin d’Auvergne, Prince des Dombes, Comte de Mortain, 1560 Seigneur de Beaujeu, Gouverneur des Dombes, Pair de France (* 10. Juni 1513 in Moulins; † 23. September 1582 in Champigny-sur-Veude), Sohn von Louis II. de Bourbon, Prince de La Roche-sur-Yon, und Louise de Bourbon-Montpensier
- Charles, genannt Mayenne (* 26. März 1554[10] auf Schloss Meudon; † 4. Oktober 1611[11] in Soissons), September 1573 (registriert 24. September 1573) Duc de Mayenne, Baron de La Ferté-Bernard et de Sablé, Pair de France, 1578 Admiral von Frankreich, bestattet in der Kathedrale von Soissons

⚭ (Ehevertrag 23. Juli und 6. August 1576 in Meudon) Henriette de Savoie, Marquise de Villars, Comtesse de Tende et de Sommerive (* 1541/42; † 14. Oktober 1611 in Soissons), Tochter von Honorat de Savoie, Marquis de Villars, Comte de Tende, Marschall von Frankreich, und Françoise de Foix, Witwe von Melchior des Prez, Seigneur de Montpézat, Sénéchal du Poitou, bestattet in der Kathedrale von Soissons
- Louis, genannt le Cardinal de Guise (* 6. Juli 1555 in Dampierre; † ermordet 24. Dezember 1588[13] auf Schloss Blois), 1574 Elekt und 1583 Erzbischof und Herzog von Reims, Pair de France 1578 Kardinal
- Antoine (* 25. April 1557[14]; † 16. Januar 1560)
- François (* 31. Dezember 1559 in Blois; † 24. Oktober 1573 in Reims), Kanoniker in Reims, 1572 Domdechant in Straßburg
- Maximilien (* 25. Oktober 1562; † 1567)

Anna d’Este heiratete am 5. Mai 1566 in Saint-Maur-des-Fossés in zweiter Ehe Jacques de Savoie-Nemours, 1564 Graf von Genf († 15. Juni 1585); sie starb am 17. Mai 1607 in Paris und wurde im Couvent des Grands-Augustins in Paris bestattet.

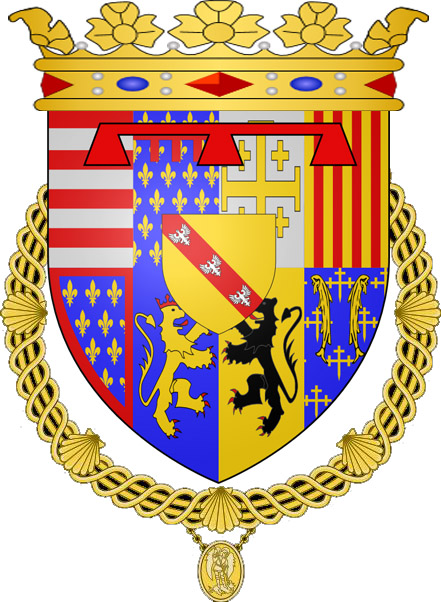

## Wappen
Der Hauptschild zeigt in Feld 1, siebenmal rot-silbern geteilt (Ungarn, alt); in Feld 2, aus blauem Grund, mit goldenen Lilien besät, oben ein roter, dreilätziger Turnierkragen (Königreich Neapel, Anjou-Sizilien); in Feld 3, auf silbernem Grund, ein goldenes Jerusalemkreuz (Königreich Jerusalem); in Feld 4, auf goldenem Grund, vier rote Pfähle (Aragon, neu); über diesen vier Feldern ein roter, dreilätziger Turnierkragen. In Feld 5, innerhalb eines roten Bordes blauer Grund mit goldenen Lilien besät (Anjou, jüngere Linie); in Feld 6, auf blauem Grund ein goldener Löwe, rot bewehrt und gezungt (Htum Geldern) in Feld 7, auf goldenem Grund ein schwarzer Löwe, rot bewehrt und gezungt (Htum Jülich); in Feld 8, auf blauem Grund, mit Steckkreuzchen besät, zwei voneinander abgewandte goldene Barben (Htum Bar). Der Herzschild zeigt das Stammwappen der Herzöge von Lothringen; auf goldenem Grund ein roter Schrägrechtsbalken, belegt mit drei silbernen Alérions.
Auf dem Schild eine Krone und um den Schild die Collane des St. Michaelsorden besetzt mit Pilgermuscheln, auf dem Medaillon St. Michael.